# 오오조라 아카리
오오조라 아카리(일본어: 大空 あかり 오조라 아카리[*])는 아케이드 게임, 텔레비전 애니메이션 《아이 엠 스타!》의 등장인물이다.

## 소개
- 학년: 중등부 2학년
- 생일: 4월 1일
- 별자리: 양자리
- 혈액형: A형
- 좋아하는 음식: 귤, 도넛, 카레
- 싫어하는 음식: 없음
- 특기: 흉내내기
- 키: 153cm
- 이미지 컬러:      분홍
- 좋아하는 브랜드: 드리미 크라운
- 타입: 큐트
- 소속 그룹: Skips, 루미너스(리더), 코스모스, STAR☆ANIS, 솔레이유&루미나스최연소

## 개요
텔레비전 애니메이션 3, 4기의 주연 소녀. 밝은 갈색 세미 롱 헤어가 특징이며, 눈동자는 분홍빛이며 밝은 핑크색 머리띠가 매력 포인트. 타입은 〈큐트〉이며, 이미지 컬러는 연한 핑크빛이 도는 살구색. 

## 상세
솔레이유가 심사위원으로 참가한 신입생 오디션 카라반에서 합격해 아이돌이 되며, 오디션 카라반 덕분에 데뷔 전에는 얌전하고 순수미가 넘치는 성격을 지니고 있었지만 지금은 라임의 성격과 닮은 성격을 가진 미소녀.
16대 퐁퐁 크레페 이미지 걸, 오오조라 날씨의 기상 캐스터로서 활약하고 있다.
스미레, 히나키, 주리, 노노, 리사의 단짝이며, 마도카의 한 학년 선배로 마도카를 담당하고 있다.
현재는 그룹과 솔로 가수 겸 기상 캐스터를 병행하고 있다.

## 참여곡
※ 솔로로 불렀을 경우 굵게 표시.
- 「Du-Du-Wa DO IT!!」 (오프닝, 107, 111, 116화)
- 「Lovely Party Collection」 (오프닝, 152, 156화)
- 「START DASH SENSATION」 (엔딩, 170, 177, 178화)
- 「Good morning my dream」 (엔딩)
- 「チュチュ・バレリーナ」 / 「츄츄 발레리나」 (엔딩)
- 「lucky train！」 / 「Lucky Train」 (엔딩)
- 「アイドル活動!」 / 「I am Star!」 (76, 80화)
- 「オリジナルスター☆彡」 / 「오리지널 스타」 (77화)
- 「ハートのメロディ」 / 「하트 멜로디」
- 「Let's アイカツ!」 / 「Let's I am Star!」 (102, 104, 극장판, 153, 158, 161화)
- 「永遠の灯」 /  「영원의 등불」 (106화)
- 「はろー! Winter Love♪」 / 「Hello! Winter Love」
- 「魅惑のパーティー」 / 「매혹의 파티」
- 「Blooming♡Blooming」 (123, 160, 167화)
- 「Pretty Pretty」
- 「ハローニューワールド」 / 「헬로 뉴 월드」 (134, 138화)
- 「Hey! little girl」
- 「リルビーリルウィン♪」 /  「Little beat, Little wing」
- 「ロンリー・グラヴィティ」 / 「Lonely Gravity」
- 「カレンダーガール」 / 「Calendar Girl」 (178화)